# Птолемей (Епир)
Вижте пояснителната страница за други личности с името Птолемей.
Птолемей (на старогръцки: Πτολεμαῖος, Ptolemaios) е цар на молосите и хегемон на епиротите от династията на Еакидите през 238 пр.н.е. – 235 пр.н.е.

## Живот
Той е вторият син на цар Александър II († 242 пр.н.е.) и на Олимпия и внук на прочутия Пир. Неговият по-голям брат е Пир II, сестра му Фтия се омъжва за македонския цар Деметрий II Етолик (упр. 239 – 229 пр.н.е.). При смъртта на баща им двамата братя са още малолетни и затова майка им поема първо управлението Той последва брат си Пир II.
Птолемей се разболява в Амбракия по време на поход против враговете си от Етолския съюз и умира. По друг източник той е убит по време на атантат..
Птолемей е последван на трона на Епир от син му Пир III.  според друг източник от племенницата му Дейдамея..